# 多形小曲尾蘚
多形小曲尾蘚（学名：Dicranella heteromalla）为曲尾蘚科小曲尾蘚屬下的一个种。